# 松山鷹志
松山 鷹志（まつやま たかし、1960年4月2日 - ）は、日本の声優、俳優、歌手、作詞家。東京都出身。青二プロダクション所属。別芸名に松山 タカシ。

## 来歴
中学生のときにバレーボール全国大会で優勝し、推薦により明治大学中野高校入学。その後、演技の道に進み文学座の養成所へ入るが、「お前はいらない」との理由で準劇団員にはなれなかった。
文学座附属演劇養成所20期、青年座研究所実習科卒業。明治大学政経学部中退。
デビュー作品について「顔出しのデビューは覚えていないが、おそらく再現フィルムみたいなもの」と発言している。また「ちゃんとした芝居でのデビュー作は『太陽にほえろ!』で、同作品に出演していた渡辺徹とは文学座の研究生で同期だった」という。
大学の先輩である大川俊道監督による自主製作映画『クラッシュ・オン・ユー』では、ハント敬士と共に主役を演じた。以降『クライムハンター 怒りの銃弾』『サニー・ゲッツ・ブルー』など、大川監督作品のほとんどに出演している。
実写では大川作品のほか、押井守、柏原寛司監督作品の常連として作品に出演する一方、小道具係・運転手などのスタッフとしても活動。その他、映画『呪怨』シリーズの佐伯剛雄役などがある。
ビッグマザーを経て、2017年8月1日より、かつて所属していたRIKIプロジェクトから声優事務所の青二プロダクションへ移籍。

## 人物
資格・免許は普通自動車免許、中型自動二輪免許。趣味はバレーボール。
川合俊一は、明治大学中野高校の2つ下の後輩であり、よく彼をしぼったりしたと言う。「何もできない奴だったけどブロックだけは凄かった」と述べている。
テレビアニメ『テニスの王子様』で共演した声優の皆川純子によれば「アドリブ大王」であり、同アニメの越前南次郎役、特撮テレビドラマ『仮面ライダークウガ』の杉田守道役は、台本どおりに話したことがない。ただし即興的なアドリブではなく、5パターンほどネタを用意し、さらに台本へネタを書き込むという緻密なアドリブで芝居にのぞんでいる。

## 出演
太字はメインキャラクター。

### 俳優業

#### 映画
- ケルベロス-地獄の番犬（1991年） - 林
- ハロー張りネズミ（1991年）
- トーキング・ヘッド（1992年） - 田原トシキ
- NOBODY（1994年） - 探偵
- 斬り込み（1995年）
- 野獣死すべし 復讐篇（1997年） - 長谷川
- ろくでなしBLUES'98（1998年） - 床屋の親父
- GUN CRAZY Episode-2「裏切りの挽歌」BEYOND THE LAW（2002年） - 鏑木達哉
- 呪怨シリーズ - 佐伯剛雄
  - 呪怨（2003年）
  - 呪怨2（2003年）
  - THE JUON/呪怨（2004年）
  - 呪怨 パンデミック（2006年）
- KILLERS キラーズ「CANDY」（2003年） - 宅配便ドライバー
- 輪舞曲 〜ロンド〜（2003年） - 烏帽子雄二
- ベロニカは死ぬことにした（2005年）
- ミラーマンREFLEX（2006年） - 山下弘毅
- 真・女立喰師列伝「荒野の弐挺拳銃 バーボンのミキ」（2007年） - 棺桶屋シゲ
- 修羅よ さらば（2013年） - 竜胆会会長 川島
- 愛国女子—紅武士道（2022年） - 天御祖神 声のみ

#### テレビドラマ
- 太陽にほえろ! 第709話「タイムリミット・午前6時」（1986年） - オートバイの男
- ザ・ハングマン6（1986年）
- あぶない刑事 第43話「脱線」（1987年） - 沢村
- ベイシティ刑事 第15話「美女の写真は殺しの招待状!」（1988年）
- じゃあまん探偵団 魔隣組 第11話「先生はジゴマじゃない!」（1988年）
- 銀河テレビ小説
  - 総務部総務課山口六平太 第5話（1988年） - ボーイ
- 大河ドラマ
  - 武田信玄（1988年） 第40話「暗闇の鬼」 - 若侍
  - 春日局 第2話「天下をとる」（1989年） - 徳川家康の家臣
  - 炎立つ（1993年） - 盗賊
  - 花の乱（1994年） - 斎藤藤右衛門尉
  - 徳川慶喜（1998年） - 服部歸一
- さすらい刑事旅情編 第1話「寝台特急“北斗星”の殺意」（1988年）
- 夏の嵐（1989年） - 佃
- マドンナは春風にのって（1990年）
- 連続テレビ小説 / 凛凛と（1990年） 書生
- 刑事貴族（1990年）
  - 第19話「女、男、そして刑事」
  - 第36話「殺人ビデオへの招待」
- 愛しの刑事 第13話「更生を夢みた女!恋人は宝石強奪犯」（1993年）
- はだかの刑事（1993年）
- 平成ウルトラセブン - トーゴー隊員
  - ウルトラセブン 太陽エネルギー作戦（1994年3月21日）
  - ウルトラセブン 地球星人の大地（1994年10月10日）
- 新・腕におぼえあり〜よろずや平四郎活人剣〜 第20話「浮草の女」（1999年） - 作蔵
- 制覇（1999年） - 茂木
- 仮面ライダークウガ（2000年 - 2001年） - 杉田守道
- 相棒
  - Season 1 第8話「仮面の告白」（2002年） - 宮城検察官
  - Season 4 第11話「汚れある悪戯」（2006年） - 村松繁雄検事
- 連鎖怪談（2005年） - 日下部主人
- Sh15uya（2005年） - ナレーション、イガヤ
- 横浜海上警察・緊急出動!!（2007年、土曜ワイド劇場） - 草野健一
- パセリ（2007年） - 富山京一

#### オリジナルビデオ
- 真・雀鬼 シリーズ
- クライムハンター 怒りの銃弾（1989年）
- SUNNY GETS BLUE 迫撃のキー・ウェスト（1991年） - ランバージャック
- ラブホテルの夜（1995年）
- 仁義 シリーズ
  - 仁義6 全面報復戦争（1995年） - 怒濤会・河野
  - 仁義28 骨肉の掟（2001年） - 岩永組・井坂
  - 仁義33 極道復讐戦争（2002年） - 北陸連合・安城
  - 仁義38 野望の凶弾（2004年） - 岡島組組長
  - 仁義43 流血の抗争（2005年） - 大場組組長
  - 仁義46 内部抗争勃発（2006年） - 大滝組・平久保
- 監禁逃亡 淫らな獲物（1996年4月26日） - ジンボ一家 イザワ
- 雀鬼外伝（1996年） - 並木
- 本気! シリーズ
  - 本気!5 死闘篇（1996年）
  - 本気!24 反逆篇（2002年）
  - 本気!28 争奪篇（2003年）
- 監禁逃亡 淫らな呪い（1997年） - 中里
- 監禁逃亡 淫魔（1998年7月24日） - 刑事
- 呪怨 シリーズ - 佐伯剛雄
  - 呪怨（1999年）
  - 呪怨2（2000年）
- 練鑑ブラザーズ ゲッタマネー!（2001年）
- 女雀龍伝〜誕生編〜（2001年） - 大友龍二（鬼の龍）
- 民事介入暴力 非合法領域2（2003年） - 高利貸し
- ぼくらのまちトミカ・プラレールタウンに全員集合!（2003年） - ジュウベイ
- 博徒道 襲名披露（2004年） - 雷神会兼重組組長 兼重
- ムラマサ（2004年 - 2006年） - 楓牙忠之
- 実録・銀座警察 義侠（2008年）全2作 - 港橋一家壮竜会幹部 天本政七
- 彷徨う侠たち（2012年） - 侠雄連合本部長
- 修羅の挽歌（2012年） - 和知一家若頭 ハルヤマ
- 人生奪回ゲーム（2012年） - 監視カメラの声
- 狼の流儀（2012年）
- 首領の道6 - 9（2013年） - AIEグループ 桃川
- 虎狼の大義1 2（2013年 - 2014年） - 三代目伴竜組組長 島田容堂
- 極潰し（2014年） - 鹿島会本部長 内藤組組長 内藤和夫
- 極サギ3・4（2015年） - コンドウ
- 極道たちの野望（2016年） - 花森会幹部 矢野康孝
- 日本統一18 -（2016年 - ） - 熊本 阿蘇一家総長 黒木元誠
  - 日本統一21（2017年） - 三代目侠和会若頭補佐 七代目至誠会会長
  - 日本統一22 -（2017年 - ） - 三代目侠和会若頭補佐 九州ブロック長 七代目至誠会会長
- 首都抗争（2017年） - 二代目上総組組長 蝦名清一郎
- 仁義もクソもありゃしねえ!（2021年） - 河原組若頭 ササキ

#### 舞台
- センチメンタルヤスコ（2006年） - 飯島 役[11]
- ミュージカル『新テニスの王子様』The Second Stage（2022年） - 越前南次郎 役[12]
- LAWSON presents 朗読歌劇アルマギア 〜First Live 2023〜（2023年7月9日、立川ステージガーデン） - 親方 役ほか[13]

#### Webドラマ
- グラウエンの鳥籠（1999年） - 捜査本部長

### 声優業

#### テレビアニメ
1993年
- カリメロ（コッコ刑事）

1995年
- クマのプー太郎（ウェイター）
- ストリートファイターII V（ヘクター）

1996年
- こどものおもちゃ（1996年 - 1998年、羽山冬騎、小野監督、小早川、カメラマン、教頭、中尾翔太の父）
- ハーメルンのバイオリン弾き（ギータ）

1997年
- 深海伝説MEREMANOID（コズナー）
- HARELUYA II BØY（ゲルギル）
- HAUNTEDじゃんくしょん（南条春人）

1998年
- 浦安鉄筋家族（大沢木大鉄）
- グランダー武蔵RV（デビルの声）
- こちら葛飾区亀有公園前派出所（絵崎コロ助、アブダラ・カダブラ）
- サイレントメビウス（志尾原）
- セクシーコマンドー外伝 すごいよ!!マサルさん（小林）
- SHADOW SKILL -影技-（彫刻家）
- 発明BOYカニパン（ポチ、マロン）
- ビーストウォーズII 超生命体トランスフォーマー（1998年 - 1999年、メガストーム / ギガストーム、パワーハッグ）

1999年
- 今、そこにいる僕（カザム）
- おじゃる丸（1999年 - 、押野一手、多山さん、うすいさちよの父、鬼神様、だっちゃのおとん 他）
- コレクター・ユイ（シンクロ〈ウォーウルフ〉）
- さくらももこ劇場 コジコジ（冬将軍、頭花君の父、エリートカメ）
- 十兵衛ちゃん シリーズ（1999年 - 2004年、竜乗寺醍醐、堤柾鉦、太鼓大夫、ダーク・四郎、石橋漣達） - 2シリーズ
- 将太の寿司 心にひびくシャリの味（大政）
- 仙界伝 封神演義（聞仲）
- モンスターファーム〜円盤石の秘密〜（カーボン）
- 超発明BOYカニパン（ボルシチ、ポチ）
- HUNTER×HUNTER（第1作）（1999年 - 2001年、ノブナガ＝ハザマ、ゲレタ、ゴトー、マフィアB）
- ビーストウォーズネオ 超生命体トランスフォーマー（ロックバスター）
- ビックリマン2000（カリスマデビル）
- 未来少年コナンII タイガアドベンチャー（グライユ博士）

2000年
- 風まかせ月影蘭（太田垣玄馬）
- 週刊ストーリーランド（2000年 - 2001年、担当医、クヨ、強盗A、ピザ屋、主人、秋月知成、男）
- それいけ!アンパンマン（2000年 - 2024年、ピカリ〈3代目→5代目〉、ちゅうしゃき先生〈3代目〉、パイナップル村長〈4代目〉、きりふき仙人〈2代目〉、ゆげせんにん〈2代目〉、ジャガじいさん、トンガラシ〈2代目〉）
- ドキドキ♡伝説 魔法陣グルグル（長老のワン）
- Di Gi Charat サマースペシャル2000（パヤパヤ）
- トランスフォーマー カーロボット（ゴッドマグナス）
- 遊☆戯☆王デュエルモンスターズ（迷宮兄弟・迷）
- 六門天外モンコレナイト（ミスター・ジャイアント）

2001年
- ギャラクシーエンジェル（2001年 - 2002年、葬儀屋、八ちゃん、サルバトーレ） - 2シリーズ
- しあわせソウのオコジョさん（2001年 - 2002年、老キツネ、キツネ先生、イタチ父、おやっさん）
- 神鵰侠侶 コンドルヒーロー（金輪法王）
- チャンス〜トライアングルセッション〜（照明チーフ）
- デジモンテイマーズ（アロモン、ムシャモン）
- テニスの王子様（2001年 - 2024年、越前南次郎） - 2シリーズ
- Dr.リンにきいてみて!（藤原）
- 破壊魔定光（五味丸刑事）
- 爆転シュート ベイブレード 2002（ギデオン）
- バンパイヤン・キッズ（ドラネコ）
- も〜っと!おジャ魔女どれみ（カエル）

2002年
- SAMURAI DEEPER KYO（霧隠才蔵）
- 真・女神転生Dチルドレン ライト&ダーク（バルバトス隊長）
- 超GALS!寿蘭（宮司）
- デジモンフロンティア（スナイモン）
- ぱにょぱにょデ・ジ・キャラット（監督）
- ハングリーハート WILD STRIKER（村上監督）
- ぴたテン（勅使河原先生）
- 満月をさがして（ジム・フランクリン）
- 名探偵コナン（2002年 - 2023年、橋本政之、沢栗勲、天願リイチ、人形、泉谷誠）
- りぜるまいん（パパC、住職、博士、副司令官、各国のパパC）

2003年
- 金色のガッシュベル!!（コック）
- SUBMARINE SUPER 99（海尾守、水雷長）
- 神世紀伝マーズ（アトラス）
- デ・ジ・キャラットにょ（熊谷金太郎）
- ななか6/17（霧里耐三）
- PEACE MAKER鐵（斎藤一）
- BPS バトルプログラマーシラセ（三浦亨）
- ポポロクロイス（2003年 - 2004年、トード、カーティス、サンディア）
- ボンバーマンジェッターズ（ダイボン）
- MOUSE（ワン）
- らいむいろ戦奇譚（綸子の父）

2004年
- 今日からマ王!（リリット・ラッチー・ナナタン・ミコタン・ダカスコス、地獄極楽ゴアラ）
- グレネーダー 〜ほほえみの閃士〜（鉄破の父）
- ジパング（佐竹守）
- それいけ!ズッコケ三人組（平賀源内）
- tactics（青柳新三郎）
- 月詠 -MOON PHASE-（キンケル伯爵）
- B-伝説! バトルビーダマン（サウズ）
- ファンタジックチルドレン（ラドクリフ）
- 陸奥圓明流外伝 修羅の刻（宮本武蔵、山内容堂、望月艦長、官兵）
- 勇午 〜交渉人〜（交渉人、隊長、ヨシヒロ 他）
- レジェンズ 甦る竜王伝説（社長）

2005年
- アイシールド21（十文字の父、ビッグベア）
- UG☆アルティメットガール（岡村与作）
- 銀牙伝説WEED（赤目、ナレーション）
- シュガシュガルーン（モカの父）
- ゾイドジェネシス（ラ・カン、ナレーション）
- 涼風（秋月良夫）
- 蟲師（虹郎の父）
- 遊☆戯☆王デュエルモンスターズGX（ゲルゴ）

2006年
- おねがいマイメロディ 〜くるくるシャッフル!〜（冴羽一、桜塚美紀の父）
- 家庭教師ヒットマンREBORN!（山本剛）
- 吟遊黙示録マイネリーベwieder（アイロス）
- ゴーストハント（松山）
- 地獄少女 二籠（久住喜八）
- 人造昆虫カブトボーグ V×V（2006年 - 2007年、天野河大輝 / ビッグバン / ボーグバトルマン、海の家の主人、紳士）
- TOKYO TRIBE2（ジャダキンス、ドン・チーチ）
- NIGHT HEAD GENESIS（花岡益雄）
- パピヨンローゼ New Season（マスター）
- BLACK BLOOD BROTHERS（尾根崎ミタカ）
- ぽかぽか森のラスカル（ビーグー、あなぐまおじさん）
- 僕等がいた（先生）
- ヤマトナデシコ七変化♥（木野山至近）

2007年
- ケンコー全裸系水泳部 ウミショー（土門学）
- 彩雲国物語 第2シリーズ（榛淵西）
- しおんの王（亀井）
- Saint October（リチャード）
- 大根刑事（かぼちゃ刑事）
- DEATH NOTE（ジャック・ネイロン）
- 忍たま乱太郎（2007年 - 2024年、照星、ウスタケ忍者、カワタレドキ城主〈香波垂時衛門〉、佐茂有南、ドクアジロガサ忍者）
- ヒロイック・エイジ（モビード）
- Myself ; Yourself（若月修造）
- レ・ミゼラブル 少女コゼット（ジャヴェール）

2008年
- RD 潜脳調査室（蒼井衛）
- ヴァンパイア騎士（教師）
- かのこん（八束たかお）
- クリスタル ブレイズ（ヨブ）
- 黒塚 KUROZUKA（赤帝、翁、車椅子の男）
- スレイヤーズREVOLUTION（デュクリス）
- 絶対可憐チルドレン（河村武憲）
- 夏目友人帳（2008年 - 2024年、一つ目の中級妖怪、一つ目の赤鬼、東方の猿面、坊主頭の妖怪、審判の妖怪 他） - 7シリーズ
- 伯爵と妖精（ゴッサム）
- BUS GAMER

2009年
- 君に届け（2009年 - 2011年、爽子の父、ヨッパライ） - 2シリーズ
- クッキンアイドル アイ!マイ!まいん!（2009年 - 2013年、おおばやし）
- 源氏物語千年紀 Genji（学者）
- GA 芸術科アートデザインクラス（ニワトリ怪人）
- FAIRY TAIL（2009年 - 2024年、ジョゼ・ポーラ、バイロ・クラシー、ガットマン・キューブリック、アトラスフレイム、ジョフリー、アーロック、ヤジール） - 4シリーズ
- 毎日かあさん（2009年 - 2011年、情操教育の精霊、岩村家とうさん、ジャック署長）
- 遊☆戯☆王5D's（ミゾグチ）
- 夢をかなえるゾウ（池津課長）

2010年
- 学園黙示録 HIGHSCHOOL OF THE DEAD（操縦士）
- クレヨンしんちゃん（2010年 - 2024年、マサオパパ、ジャック、マスク殿下、トマ・ラセール、端郎アウトバーン、暴れん坊デカ、あいちゃんパパ 他）
- 書家（黒染源）
- 世紀末オカルト学院（タクシー運転手、老刑事）
- ぬらりひょんの孫（2010年 - 2011年、一ツ目入道、ナレーション） - 2シリーズ
- ハートキャッチプリキュア!（あきらの父）
- 爆丸バトルブローラーズ ニューヴェストロイア（ヘリオス）
- 夢色パティシエール（霧島一彦）

2011年
- ジュエルペット サンシャイン（審査委員長）
- 猫神やおよろず（加藤周治）
- HUNTER×HUNTER（第2作）（2011年 - 2014年、ジョネス、殺し屋A、テラデイン＝ニュートラル、科学者）
- 変ゼミ（飯野堅治）

2012年
- あらしのよるに 〜ひみつのともだち〜（ウサギ3〈パパ〉）
- イクシオン サーガ DT（グラン・エクソティコ）
- エリアの騎士（ロドリゲス吉田）
- ココロコネクト（伊織の義父）
- トリコ（ペン）
- モーレツ宇宙海賊（親父さん）

2013年
- ガリレイドンナ（フランチェスコ・マテラッツィ）
- 義風堂々!! 兼続と慶次（本間高季）
- 鉄人28号ガオ!（大塚署長、ファイア先生、スリルサスペンス、牧村博士 他）
- 幕末義人伝 浪漫（ハンス・フォン・ルーベルト）
- 八犬伝―東方八犬異聞―（ガマの妖）
- ぼくは王さま（ホウ大臣）
- 魔界王子 devils and realist（父王）
- フリージング ヴァイブレーション（マークス・スペンサー）

2014年
- ウィザード・バリスターズ 弁魔士セシル（チッチョデンテ）
- ガンダムさん（ハロ男、ウッディさん、ガンダム兄さん、デギンさん）
- ガンダム Gのレコンギスタ（ジロンド）
- 戦国無双SP 真田の章（徳川武将）
- とある飛空士への恋歌（ミハエル・アルバス）
- 信長協奏曲（蜂須賀小六）
- ブラック・ブレット（多田島警部）
- 鬼灯の冷徹（2014年 - 2018年、ルリオ、丑の刻の神、伝説上のぬらりひょん） - 3シリーズ
- 毎度!浦安鉄筋家族（ポセイドン笠原、大沢木大鉄〈19発目のみ〉）
- RAIL WARS!（片町登）

2015年
- 暗殺教室（2015年 - 2016年、ロヴロ・ブロフスキ） - 2シリーズ
- おじゃる丸スペシャル 「わすれた森のヒナタ」（ドンゾー）
- 金田一少年の事件簿R（狩谷周平）
- DD北斗の拳2（スペード、種もみ先生、ジュウケイ）
- 北斗の拳 イチゴ味（ラオウ、フドウ）
- ランス・アンド・マスクス（金剛寺鎧）

2016年
- くまみこ（課長）
- 昭和元禄落語心中（2016年 - 2017年、師匠、刑事） - 2シリーズ
- デュエル・マスターズ VSRF（アリ・カモーネ）
- とんかつDJアゲ太郎（溝黒五郎）

2017年
- 信長の忍び（浅井久政）
- 終末なにしてますか? 忙しいですか? 救ってもらっていいですか?（イーボンキャンドル）
- ドラえもん（テレビ朝日版第2期）（2017年 - 2023年、上様、殿さま、ムテキマン、ヒーロー雲、ヨーゼフ 他）
- ONE PIECE（2017年 - 2025年、ル・フェルド、アタッチ、クニさん、大黒、くまの父〈クラップ〉 他）

2018年
- ミイラの飼い方（柏木モクレン）
- グランクレスト戦記（ペデリコ・ロッシーニ）
- 伊藤潤二『コレクション』（叔父、女装の男）
- ゲゲゲの鬼太郎（第6作）（2018年 - 2020年、秋村、郷原、海坊主、犬童、山天狗、半魚人、天井なめ、鬼久保幸三、大黒田、長谷部 他）
- バジリスク 〜桜花忍法帖〜（才蔵の父）
- ちおちゃんの通学路（スキンヘッドのおじさん）
- BANANA FISH（ガーベイ）
- オーバーロードIII（グ）
- アンゴルモア 元寇合戦記（金方慶）
- 音楽少女（夏輝先生）
- 爆釣バーハンター（2018年 - 2019年、鮫島ホオジロウ、ポテペン・ザ・ペッパー味）
- ちびまる子ちゃん（おじいさん）
- CONCEPTION（チンピラB、祖父）
- バキ（御輿芝喜平）

2019年
- エガオノダイカ（ゲイル・オーウェンズ）
- バミューダトライアングル 〜カラフル・パストラーレ〜（マンタ、カメ〈ハヌア〉）
- 風が強く吹いている（解説、瀬戸、灰二の父）
- 魔法少女特殊戦あすか（馬淵）
- アニ×パラ〜あなたのヒーローは誰ですか〜（小林先生）
- RobiHachi（火星観光局長）
- BEM（ボウリング男）
- かつて神だった獣たちへ（社長）
- ポチっと発明 ピカちんキット（2019年 - 2020年、アルバッジーノ）
- 警視庁 特務部 特殊凶悪犯対策室 第七課 -トクナナ-（枇杷島泰介）

2020年
- 空挺ドラゴンズ（バダキン）
- はてな☆イリュージョン（ジーヴス・ウッドハウス）
- ハイキュー!! TO THE TOP（火焼呼太郎）
- エッグカー（スズメバチのボス）
- デジモンアドベンチャー:（2020年 - 2021年、アルゴモン、船長、ガオスモン、ボルトモン、アバドモンコア）
- アサティール 未来の昔ばなし（2020年 - 2025年、ハンダラの友人、村長） - 2シリーズ
- 恋とプロデューサー〜EVOL×LOVE〜（探偵）
- 戦翼のシグルドリーヴァ（松樹・元春）

2021年
- おしりたんてい（ハクビシン男）
- 蜘蛛ですが、なにか?（ダスティン、地龍ガキア）
- MARS RED（イシカワ）
- マジカパーティ（2021年 - 2022年、ムゲンブ）
- D_CIDE TRAUMEREI THE ANIMATION（駅アナウンス）
- 俺、つしま（オサム）
- MUTEKING THE Dancing HERO（トミー）
- テスラノート（テオーネ）
- 闘神機ジーズフレーム（アレックス・ロビンソン）
- 先輩がうざい後輩の話（おじさんB）

2022年
- CUE!（斉田源三郎）
- 異世界美少女受肉おじさんと（巨大イカ）
- BORUTO-ボルト- NARUTO NEXT GENERATIONS（カジキ親方）
- まちカドまぞく 2丁目（白澤店長）
- デジモンゴーストゲーム（ワルもんざえモン）
- てっぺんっ!!!!!!!!!!!!!!!（阿久大寛）
- 咲う アルスノトリア すんっ!（ハンスロー卿）
- ヒューマンバグ大学 -不死学部不幸学科-（青林隆雄）
- アークナイツ（2022年 - 2025年、Ace） - 3シリーズ
- 令和のデ・ジ・キャラット（すごいプロデューサー）
- 僕とロボコ（2022年 - 2023年、ナレーション、B.B）
- チェンソーマン（組長）

2023年
- 氷属性男子とクールな同僚女子（ブッダ部長）
- 虚構推理 Season2（古川刑事）
- 不滅のあなたへ（ボールドロン）
- 逃走中 グレートミッション（2023年 - 2025年、オーガ クリスタル、シブラー第4形態、ジャイロ デーモン、ジャック オー ランタン、看守）
- アイドルマスター シンデレラガールズ U149（僧侶）
- デッドマウント・デスプレイ（火吹き蟲）
- 魔術士オーフェンはぐれ旅 聖域編（アイルマンカー）
- 贄姫と獣の王（テト7世）
- ライザのアトリエ 〜常闇の女王と秘密の隠れ家〜（ザムエル・マルスリンク）
- ミギとダリ（園山修〈パパ〉、サーディン）
- ラグナクリムゾン（フェムド・レーゼ）
- B-PROJECT〜熱烈*ラブコール〜（福澤巌）
- 最果てのパラディン 鉄錆の山の王（ガング）
- るろうに剣心 -明治剣客浪漫譚- (2023)（2023年 - 2025年、大久保利通） - 2シリーズ
- ティアムーン帝国物語〜断頭台から始まる、姫の転生逆転ストーリー〜（マティアス）

2024年
- 明治撃剣-1874-（幻丞）
- メタリックルージュ（署長）
- アイドルマスター シャイニーカラーズ（高宮克広）
- キン肉マン 完璧超人始祖編（2024年 - 2025年、ポーラマン） - 2シリーズ
- 新米オッサン冒険者、最強パーティに死ぬほど鍛えられて無敵になる。（ダニエル・ダン・ブラックスミス）
- ハズレ枠の【状態異常スキル】で最強になった俺がすべてを蹂躙するまで（ズアン公爵）
- 戦国妖狐 千魔混沌編（ナダレ）
- 凍牌〜裏レート麻雀闘牌録〜（2024年 - 2025年、倉橋）
- ドラゴンボールDAIMA（ホテル主、オオカミ男、憲兵）
- 嘆きの亡霊は引退したい（ノト・コクレア）

2025年
- 薬屋のひとりごと（梨花妃の父）
- 外れスキル《木の実マスター》 〜スキルの実（食べたら死ぬ）を無限に食べられるようになった件について〜（情報屋）
- 中禅寺先生物怪講義録 先生が謎を解いてしまうから。（鵜久森宗一）
- 機動戦士Gundam GQuuuuuuX（アセット）
- ウィッチウォッチ（舞台監督）
- SHIBUYA♡HACHI（警備員2、ラッツ）
- 俺は星間国家の悪徳領主!（宰相）

#### 劇場アニメ
1993年
- 機動警察パトレイバー2 the Movie

1995年
- GHOST IN THE SHELL / 攻殻機動隊（実行犯）

1997年
- もののけ姫
- 魔法学園LUNAR! 青い竜の秘密（グレン）

1998年
- ビーストウォーズII 超生命体トランスフォーマー ライオコンボイ危機一髪!（ギガストーム）

1999年
- アキハバラ電脳組 2011年の夏休み（大滝秀二）
- こちら葛飾区亀有公園前派出所 THE MOVIE（絵崎コロ助）

2000年
- エスカフローネ（ヌクシ）
- 人狼 JIN-ROH

2002年
- 爆転シュート ベイブレード THE MOVIE 激闘!!タカオVS大地（青龍）

2003年
- こちら葛飾区亀有公園前派出所 THE MOVIE2 UFO襲来! トルネード大作戦!!（絵崎コロ助）

2005年
- 劇場版 テニスの王子様 二人のサムライ The First Game（越前南次郎）

2007年
- クレヨンしんちゃん 嵐を呼ぶ 歌うケツだけ爆弾!（UNTI隊員ゴリラ）

2008年
- GHOST IN THE SHELL / 攻殻機動隊2.0（実行犯）

2009年
- アジール・セッション（クラタ）

2011年
- スクライド オルタレイション TAO（無法者リーダー）
- 劇場版アニメ 忍たま乱太郎 忍術学園 全員出動!の段（照星）
- ハートの国のアリス 〜Wonderful Wonder World〜

2012年
- かっぱのすりばち
- ジュエルペット スウィーツダンスプリンセス（大臣）
- スクライド オルタレイション QUAN（無法者リーダー）

2013年
- 劇場版 HUNTER×HUNTER -The LAST MISSION-（フロアマスター）
- どーにゃつ（コロッケン）

2017年
- クレヨンしんちゃん 襲来!!宇宙人シリリ（デカピエロ）

2018年
- PEACE MAKER 鐵 〜想道〜（斉藤一）
- 劇場版 夏目友人帳（2018年 - 2021年、一つ目の中級妖怪） - 2作品
- ドラゴンボール超 ブロリー（ダイゲン）

2019年
- えいが うちの3姉妹（ドクターコレステロール、おっさん）

2021年
- リョーマ! The Prince of Tennis 新生劇場版テニスの王子様（越前南次郎）

2022年
- ドラゴンボール超 スーパーヒーロー（15番兵士）

2023年
- 鬼太郎誕生 ゲゲゲの謎

#### OVA
1990年
- 機動警察パトレイバー 後期OVAシリーズ（アナウンサー）

1994年
- 逮捕しちゃうぞ（ランチア男、教官）

1998年
- 世紀末リーダー外伝たけし!（キムモー父）

1999年
- 太陽の船 ソルビアンカ

2000年
- メーテルレジェンド（ハードギア）

2002年
- アーケードゲーマーふぶき（レフェリー、支配人）
- HUNTER×HUNTER（ノブナガ＝ハザマ）

2003年
- Di Gi Charat劇場 ぴよこにおまかせぴょ!（虫）

2004年
- HUNTER×HUNTER G・I Final（ノブナガ＝ハザマ）

2007年
- 今日からマ王! R（ダカスコス）
- デトロイト・メタル・シティ（資本主義の豚〈梨元圭介〉、医者、店員、通訳）
- テニスの王子様 Original Video Animation 全国大会篇 Semifinal（越前南次郎）

2009年
- かのこん 〜真夏の大謝肉祭〜（八束たかお）
- 聖闘士星矢 THE LOST CANVAS 冥王神話（ニオベ）

2010年
- 変ゼミ（飯野堅治）

2011年
- ひぐらしのなく頃に煌（ツメハガシャー）
- マジンカイザーSKL（唐古） - 劇場先行公開

2014年
- 熱血人面犬 LIFE IS MOVIE（ワイズマン）

2015年
- 新テニスの王子様 OVA vs Genius10（越前南次郎）
- ニセコイ（店長）※コミックス第16巻DVD付き同梱版に収録
- 鬼灯の冷徹 OADシリーズ（2015年 - 2020年、ルリオ）

#### Webアニメ
2008年
- いくぜっ! 源さん（弥助）
- ペンギン娘♥はぁと（鯨の父）

2015年
- 磯部磯兵衛物語（平賀源内）
- ベイウォーリアーズ サイボーグ（ピエヒ代表）

2021年
- 天空侵犯（木島）
- 爆丸ジオガンライジング（2021年 - 2022年、グレゴリウス・リード）
- 俺、つしま（オサム）

2022年
- スプリガン（長官）

2023年
- 爆丸エボリューションズ（グレゴリウス・リード）
- 爆丸レジェンズ（グレゴリウス・リード）
- 範馬刃牙（大沢一朗）
- 悪魔くん（魔術師、街金社員）

2024年
- 君に届け 3RD SEASON（爽子の父）
- UZUMAKI: Animated TV Series（斎藤敏夫）

#### ゲーム
1996年
- クマのプー太郎 空はピンクだ!全員集合!!（それダメっす）（ウェイター）

1997年
- 魔法学園LUNAR!（グレン）

1999年
- ストリートファイターIII 3rd STRIKE -Fight for the Future-（オロ）

2000年
- 仙界大戦 〜TVアニメーション仙界伝封神演義より〜（聞仲）

2001年
- 仙界通録正史 〜TVアニメーション仙界伝封神演義より〜（聞仲）

2002年
- SAMURAI DEEPER KYO（PS版）（霧隠才蔵）

2003年
- グローランサーIV（ヴェスター）
- ゲゲゲの鬼太郎 異聞妖怪奇譚

2004年
- ポポロクロイス 月の掟の冒険（トード、クロコネシアの村長、サンデア）

2005年
- 未来少年コナン（レプカ）

2006年
- クレヨンしんちゃん 伝説を呼ぶ オマケの都ショックガーン!
- 任侠伝 渡世人一代記（明響獅水、虎狩りの門之助）
- ロックマンゼクス（フィストレオ・ザ・プレデトロイド）

2007年
- ギャラクシーエンジェルII 無限回廊の鍵（ベネディクタイン・パイク）
- 今日からマ王! 眞マ国の休日（ダカスコス）

2008年
- テイルズ オブ ハーツ（ラブラド・アーカム）
- 11eyes -罪と罰と贖いの少女-（黒田隆弘） - アダルトゲーム

2009年
- サイバーダイバー（スナイパー）
- サンデーVSマガジン 集結!頂上大決戦

2010年
- クレヨンしんちゃん ショックガ〜ン!伝説を呼ぶオマケ大ケツ戦!!（ブリスター）

2011年
- グローランサーIV オーバーリローデッド（ヴェスター）

2012年
- 第2次スーパーロボット大戦OG（アラセリ・ガルシア）

2013年
- テイルズ オブ ハーツ R（ラブラド・アーカム）
- 百年戦記 ユーロ・ヒストリア
- メタルギア ライジング リベンジェンス

2016年
- ストリートファイターV（ネカリ、オロ）
- 暗殺教室 アサシン育成計画!!（ロヴロ・ブロフスキ）
- グランブルーファンタジー（ネカリ）

2018年
- 北斗が如く
- スーパーロボット大戦X（ドン・ゴロ）
- 無双OROCHI 3（ゼウス）

2019年
- 鬼灯の冷徹 〜地獄のパズルも君次第〜（ルリオ）
- ライザのアトリエ 〜常闇の女王と秘密の隠れ家〜（ザムエル・マルスリンク）

2021年
- スーパーロボット大戦DD（ガラパチーノ）
- スーパーロボット大戦30

2023年
- ライザのアトリエ3 〜終わりの錬金術士と秘密の鍵〜（ザムエル・マルスリンク）
- ドラゴンボール レジェンズ（カーセラル）
- ドラゴンクエストモンスターズ3 魔族の王子とエルフの旅（竜魔公ドラゴニカ）

2024年
- ドラゴンクエストX 未来への扉とまどろみの少女 オンライン（主神グランゼニス、マギエル）

2025年
- スーパーロボット大戦Y（ノーヴィー・ディッケンス）
- ゼンシンマシンガール（富国キョウヘイ）

#### ドラマCD
- 憂鬱な朝（久世暁直）
- ドラマCD decade 〜Yukiru Sugisaki 10th Anniversary〜（闇の声、パパC）
- テイルズ オブ ハーツ ドラマCD vol.2「いばらの森へ」（ラブラド・アーカム）
- 夏目友人帳（中級妖怪隻眼）
- 水の旋律（坂庭享市）

#### 吹き替え

##### 映画（吹き替え）
- アクアマン（リクー王[83]）
- エレクトラ
- クロウ/真・飛翔伝説（ニーニョ〈デニス・ホッパー〉）
- 紅海リゾート -奇跡の救出計画-（カベデ・ビムロ〈マイケル・ケネス・ウィリアムズ〉）
- ゴヨ（ミゲル〈ディエゴ・アロンソ〉）
- SUPER8/スーパーエイト（ルイス・デイナード〈ロン・エルダード〉）
- スピード・レーサー（スパーキー）
- ソードフィッシュ（弁護士）※テレビ版
- ダブル/フェイス（ブライアン〈ニコラス・ケイジ〉）
- チャーリーとチョコレート工場 ※日本テレビ版
- トランスフォーマー/ビースト覚醒（ビショップ〈エイダン・ディヴァイン〉[84]）
- ハルク（ハーパー）
- ハンナ・モンタナ/ザ・ムービー
- ファンタスティック・ビーストと黒い魔法使いの誕生（グリムソン〈イングヴァール・エッガート・シーグルソン〉[85]）
- ブラザーズ・ブルーム（スティーヴ〈マーク・ラファロ〉）
- マーサ・ミーツ・ボーイズ（ペダーセン）
- マーダー・ミステリー（ローラン・ドラクロワ〈ダニー・ブーン〉）
  - マーダー・ミステリー2
- マイティ・ハート/愛と絆（キャプテン〈イルファン・カーン〉）
- マン・オブ・スティール（スティーヴ・ロンバード〈マイケル・ケリー〉）
- ミート・ザ・ジェンキンズ（レジー・ジェンキンス〈マイク・エップス〉）
- Mr.ビーン カンヌで大迷惑?!（Mr. ビーン〈ローワン・アトキンソン〉）

##### ドラマ（吹き替え）
- エルズベス（ボビー・スマレン刑事〈ダニー・マストロジョルジオ〉）

##### アニメ
- WALL・E/ウォーリー
- エリアス ちいさなレスキューせん（ゴリアテ、アーサー）
- 獣旋バトル モンスーノ（ペトロス）
- パワーパフガールズ（2001年 - 2009年、ファジー・ラムキンズ、ボス 他）
- 春のメリー（語り部ポニフォシオ）
- マウス・タウン ロディとリタの大冒険
- レゴ チーマ 〜アニマル戦士たちの伝説〜（クロミナス王）

### 人形劇
- ぼうけん!メカラッパ号（2000年、ザッパの声）
- ドラムカンナの冒険（2002年、ロックブーテ）

### 特撮
- 快盗戦隊ルパンレンジャーVS警察戦隊パトレンジャー（2018年、ジャネーク・ソーサーの声[86]）

### その他コンテンツ
- クラッシュ・オン・ユー（大川俊道監督による自主製作フィルム。ハント敬士と主役コンビを演じた）
- 映っちゃった映像GP（声の出演）
- トランスフォーマー アンコール ゴッドファイヤーコンボイ（ゴッドマグナス音声）
- 藤子・F・不二雄ミュージアム Fシアター『ドラえもん誕生』（2020年）
- ボイスコミック『アルマギア -Project-』（2022年、親方[87]）